# Assunzione della Vergine (Rubens Anversa)
L'Assunzione della Vergine è una tela dipinta a olio da Peter Paul Rubens nel 1625-26 come Pala dell'altar maggiore della Cattedrale di Nostra Signora ad Anversa, nelle Fiandre, dov'è ancora conservata.
Nell'Assunzione di Maria di Rubens, un coro di angeli eleva la Madonna con in un vortice verso la luce divina. Intorno alla sua tomba sono raccolti i 12 Apostoli. La donna con le braccia in alto si pensa sia Maria Maddalena.
Il Capitolo della cattedrale di Anversa aprì un concorso nel 1611 per una Pala d'Assunzione. Rubens presentò il disegno il 16 febbraio 1618. A settembre del 1626, dopo 15 anni, portò a compimento l'opera.